# هوبرتوس هایل
هوبرتوس هایل (زاده ۳ نوامبر ۱۹۷۲)  از حزب سوسیال دموکرات آلمان (SPD) است که از ۱۴ مارس ۲۰۱۸ به عنوان وزیر فدرال کار و امور اجتماعی در کابینه چهارم نخست‌وزیر آنگلا مرکل مشغول به کار است.
هایل در سال ۲۰۰۵ به مقام دبیرکل حزب سوسیال دموکرات آلمان رسید. در سپتامبر ۲۰۰۹ بعد از شکست سنگین حزب سوسیال دموکرات در انتخابات فدرال ۲۰۰۹، هایل اعلام کرد که در ماه نوامبر از این مقام کناره‌گیری خواهد کرد. آندریا نالس در نوامبر ۲۰۰۹ جانشین وی به عنوان دبیرکل شد حزب. پس از انتصاب کاتارینا بارلی به عنوان وزیر امور خانواده فدرال، سالمندان، زنان و جوانان هایل دوباره از ۲ ژوئن تا ۸ دسامبر ۲۰۱۷ عهده‌دار مقام دبیرکل حزب سوسیال دموکرات شد.

## فعالیتهای دیگر

### نهادهای نظارتی
- آژانس فدرال شبکه برق، گاز، ارتباطات، پست و راه‌آهن (BNetzA)، عضو هیئت مشورتی (۲۰۰۳–۲۰۰۵)

### هیئت مدیره
- کااف‌وی، عضو هیئت مدیره نظارت (۲۰۱۰ تا کنون)

### سازمانهای غیرانتفاعی
- مجله Berliner Republik، ناشر
- بنیاد فردریش ابرت (FES)، عضو[۳]
- Progressives Zentrum، عضو حلقه دوستان[۴]
- دانشگاه هاگن، عضو هیئت مشورتی مجلس (۲۰۱۳ تا کنون)
- انجمن لایبنیتس، عضو سنا
- Stiftung Neue Verantwortung، عضو هیئت رئیسه (۲۰۰۹ تا کنون)
- IG Metall، عضو
- انجمن آلمان برای مشاغل کوچک و متوسط (BVMW)، عضو هیئت مشورتی سیاسی (۲۰۱۵–۲۰۱۶)
- بنیاد کلاوس دیتر آرنت ، نایب رئیس هیئت مدیره (۲۰۰۲–۲۰۰۵)
- زد د اف، عضو هیئت تلویزیون (۲۰۰۹–۲۰۱۰)